# Giovan Paolo Lancellotti
Giovan Paolo Lancellotti (Perugia, 1522 – Perugia, 1590) è stato un giurista italiano, professore di diritto (In utroque iure).

## Biografia

Institutes du droit canonique, 1770 (Fondazione Mansutti, Milano).

Studiò all'Università di Perugia, dove si laureò in diritto civile, diventando in seguito docente di diritto canonico. Lavorò alla riforma degli statuti cittadini e scrisse anche poesie in latino e italiano volgare, oltre a una vasta serie di saggi di diritto. La sua opera principale è Institutiones iuris canonici, pubblicata per la prima volta a Venezia nel 1563 in latino e poi tradotta in lingua francese da Durand de Maillane nel 1770.
Collaborò alla ristrutturazione degli statuti municipali della città di Perugia nel 1562, grazie ai meriti acquisiti dall'aver esercitato le professioni d'insegnamento del diritto civile nel 1548 e di quello canonico nel 1555.
Le Institutiones iuris canonici sono suddivise in quattro parti ad imitazione delle Institutiones di Giustiniano, con l'intento di costituire una sintesi completa e definitiva del diritto canonico.
Mancò l'ufficializzazione da parte della Chiesa cattolica però, anche se nell'arco dell'epoca le Institutiones del Lancellotti goderono di ottima autorità visto il grande numero di ristampe necessarie.
Redasse pure il De comparatione iuris pontificii et cesareii nel 1574 ed il Regularum ex universo pontificio iure libri III nel 1587, senza dimenticare dei carmi latini e degli elogi verso Bartolo da Sassoferrato.
La sua notorietà fu tale che per i suoi concittadini fu il Triboniano perugino.